# Artie Shaw
Artie Shaw   (Nova York, 23 de maig de 1910 - Thousand Oaks, 30 de desembre de 2004) nom artístic d'Arthur Jacob Arshawsky, va ser un clarinetista, arranjador, compositor, director de banda i autor nord-americà.

## Biografia
Va créixer a New Haven, Connecticut, va començar la seva carrera com a saxofonista a la banda de secundària local i va començar la seva carrera professional a principis dels anys trenta, incloent-hi amb Johnny Cavallaro, Roger Wolfe Kahn i amb Austin Wylie a Cleveland de 1927 a 1929. de 1929 a 1931 amb Irving Aaronson. Després de treballar com a músic autònom durant uns anys amb Red Nichols, Red Norvo, Vincent Lopez, Teddy Wilson i altres, es va retirar temporalment de l'escena musical el 1934/35. Juntament amb un quartet de corda, va aparèixer l'estiu de 1935 amb una actuació a l'Imperial Theatre de Nova York, que va cridar gran atenció per l'ús inusual d'instruments de corda en el swing i li va permetre fundar una orquestra de ball amb metalls, cordes, un secció rítmica i només un saxofonista (Tony Pastor). No obstant això, la primera formació de Shaw amb Peg LaCentra com a vocalista de la banda va ser de curta durada.
El 1936 va gravar amb Billie Holiday ("Billie's Blues"), Frankie Trumbauer i Bunny Berigan; A finals de 1936 va fundar una nova big band que havia de ser una de les orquestres més reeixides de l'era del swing. Aquest estava format per cinc intèrprets de metall (inclosos Buddy Morrow i Lee Castle), quatre saxofonistes (com Georgie Auld) i quatre músics a la secció rítmica, inclòs Buddy Rich. Es van fer enregistraments per a RCA Victor i també per al seu sub segell Bluebird Records. A finals d'any va tenir el primer dels 54 èxits de la seva carrera amb la cançó There's Frost on the Moon. Cal destacar les cordes que Shaw va utilitzar per a la seva primera sessió de Bluebird. El seu èxit més gran va ser Begin the Beguine (1938), que li va donar fama a tot el país; La cantant de la banda el 1939 va ser Helen Forrest.
El desembre de 1939 es va retirar a Mèxic durant uns mesos abans de tornar a l'escenari musical amb un conjunt ampliat; El 1940 va tenir un altre èxit amb Frenesi. A més de la big band, que va veure diverses reedicions a la dècada de 1940, va treballar amb la formació més petita "Gramercy Five", que incloïa Billy Butterfield, Roy Eldridge, Johnny Guarnieri al celesta i Nick Fatool. Els arranjaments per a les grans bandes de Shaw van ser escrits per Jerry Gray, Lennie Hayton, Fred Norman, Bill Challis, Ray Conniff, Margie Gibson, Paul Jordan i el mateix Shaw. A la dècada de 1940, la seva orquestra incloïa músics coneguts com Vernon Brown, Red. Allen i J. C. Higginbotham, Benny Carter o Dave Tough.
Durant la Segona Guerra Mundial va dirigir una big band de la Marina, amb la qual va fer una gira pel Pacífic el 1943 i el 1944 per donar suport a les tropes. El 1944 va formar una nova big band que inclou els "Gramercy Five", aquesta vegada amb Roy Eldridge, Dodo Marmarosa i Barney Kessel com a solistes principals. Durant aquest temps, també es van fer enregistraments amb [[Mel Tormé] i els seus "Mel-Tones" (''They Can't Convince Me''). El 1949 va aparèixer amb cordes i com a solista en un context clàssic al Carnegie Hall de Nova York. A finals d'aquell any també va provar el jazz genial, tocant en una sessió amb Al Cohn, Zoot Sims, Jimmy Raney i Frank Socolow. El 1950 ell i el seu petit conjunt van acompanyar Mary Ann McCall, [Connee Boswell]] i Dick Haymes. Després de dissoldre la seva big band el 1950 i fer els seus últims enregistraments amb els "Gramercy Five" (incloent Tal Farlow, Joe Roland i Hank Jones) el 1954, es va retirar com a músic actiu i va deixar de tocar el clarinet per complet.
En els seus darrers anys va viure a Newbury Park (Califòrnia), va treballar com a escriptor i es va dedicar a la seva segona carrera com a productor de cinema i president d'una empresa de distribució. Entre les seves publicacions es troben la seva autobiografia The Trouble with Cinderella i diversos volums de contes (Love You, I Hate You, Drop Dead). El 1983 va tornar a organitzar una big band, el líder i clarinetista principal de la qual va ser Dick Johnson; El mateix Shaw rarament actuava amb aquest grup. Shaw es va casar vuit vegades, incloent-hi Ava Gardner (casada el 1945), Evelyn Keyes (casada el 1957) i Lana Turner.
Artie Shaw va morir el 2004 als 94 anys. Va ser enterrat al Valley Oaks Memorial Park a Westlake Village, Califòrnia.

## Treball i reconeixement
Artie Shaw, juntament amb Benny Goodman i Woody Herman, va ser un dels clarinetistes destacats de l'era del swing. Alguns dels seus discos de la dècada de 1940, com la seva versió de Stardust, es troben entre els millors enregistraments del jazz. També es mereix l'honor de descobrir Buddy Rich i signar-lo amb la seva banda. També sovint va integrar músics afroamericans a les seves respectives bandes, com Billie Holiday, Lena Horne, Hot Lips Page i Roy Eldridge.

Estilísticament, Shaw es diferencia del seu rival Goodman en el tractament diferent del clarinet:
| « | en què havien desenvolupat àrees d'expressió clarament diferents: Goodman extrovertit, ple de tensió, brillant sobretot; Shaw, en canvi, és líric, ple de calidesa i amb un to característic, inimitablement ple, de vegades ennuvolat, de vegades nítid, no per casualitat admirat per Barney Bigard, que va descriure Shaw com el seu clarinetista favorit absolut". En contrast amb Goodman, que va permetre que la seva orquestra "servissis com a marc per als seus èxits en solitari", Shaw "sempre va veure la big band des d'un punt de vista simfònic;" "La (banda) de Shaw tocava amb una inclinació al refinament", que és el que els crítics van trobar que se li portava la marca "impressionista". “L'ús d'harmonies esteses, també noves combinacions d'instruments i la inclusió ocasional de cordes o la celesta com a company d'interacció per al clarinet en els Gramercy Five (...), més el to fonamental de la música de cambra i la variabilitat proverbial de Shaw en la seva elecció de tempo. són elements inconfusibles del seu llenguatge." | » |

Al llarg de la seva vida, Shaw va ser considerat l'intel·lectual entre els líders de les grans bandes i també va intentar escriure. El 2004 va rebre el Lifetime Achievement Grammy Award (Premis Grammy), pel treball de la seva vida i va rebre la NEA Jazz Masters Fellowship el 2005.

## Composició
Entre altres coses, Shaw va compondre un concert de clarinet de jazz per a clarinet en si bemoll. Això es va interpretar a la pel·lícula Swing Romance, amb Artie Shaw com a solista i director.